# 傅维鳞
傅維鱗（1608年11月14日—1667年7月10日），一作維麟，原名維禎，字掌雷，號歉齋，直隸靈壽（今屬河北）人。清初歷史學家。

## 生平
祖父傅鋌，官岐山縣令，父親傅永淳官吏部尚書。崇禎十五年舉人，清顺治三年（1646年）進士，選庶吉士，散館授弘文院編修，歷任東昌兵備道、左副都御史、户部右侍郎，官至工部尚書。顺治四年（1647年）參修《明史》，因“所纂不过二十余年”，“止类编实录，不旁采”，於是参照明朝实录，考订异同，獨立撰修《明書》一百七十三卷。康熙六年（1667年）卒。

## 著作
著有《四思堂集》。

## 家庭
有子傅燮。